# Panthera spelaea
El león de las cavernas (Panthera spelaea) es una especie extinta de mamífero carnívoro de la familia de los félidos, estrechamente relacionada con el león. Es conocida a partir de restos fósiles y de muchos ejemplos de arte prehistórico. Se hallaba difundido desde España y las islas británicas en occidente hasta Alaska durante el Pleistoceno.

## Características físicas

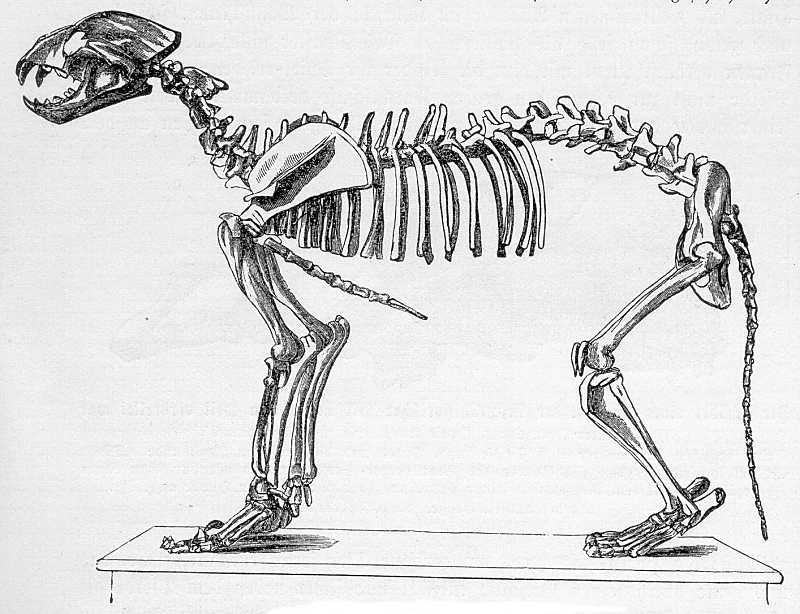
Esqueleto de un león de las cavernas de las Cuevas Sloup cerca de Brno en la República Checa en la Región de Moravia Meridional (Museo Central de Viena)

Fue una de las mayores especies de león. El esqueleto de un macho adulto, que fue encontrado en 1985 cerca de Siegsdorf (Alemania), tenía una altura a los hombros de cerca de 1.2 metros y una longitud de cabeza-cuerpo de 2.1 metros sin la cola. Esta medida es similar a la de un león moderno muy grande. Sin embargo, el tamaño de ese macho ha sido excedido por otros especímenes de esta subespecie; por lo tanto pudo haber sido cerca de un 8%-10% mayor que los leones modernos y algo menor que la subespecie de león más antigua Panthera leo fossilis o el relativamente grande león americano (Panthera leo atrox). Además, se estima que un espécimen grande pesaba entre 300 y 360 kg.
El león de las cavernas es conocido a partir de pinturas rupestres, tallas en marfil, y figurillas de arcilla. Estas representaciones indican que los leones cavernarios poseían orejas redondeadas sobresalientes, colas con mechón, tal vez tenues rayas como las de los tigres, y que al menos algunos poseían un "collar" de pelo o melena primitiva alrededor de su cuello, indicando que se trataba de machos. Otros artefactos arqueológicos indican que eran representados en rituales religiosos del Paleolítico. Una ilustración de la cueva de Chauvet en Francia, la cual tiene una edad estimada en 30,000 años, representa dos leones de las cavernas caminando juntos, uno en el fondo y otro por delante. El león en primer plano es más pequeño que el del fondo, el cual posee un escroto, pero no melena.
En 2008, se exhumó un espécimen de león de las cavernas bien preservado cerca del río Maly Anyuy en Chukotka en Rusia, el cual aún preservaba algunos mechones de pelo. En un estudio de 2016 se identificó el pelo como perteneciente al león basándose en su ADN, y la comparación con el de un león africano reveló que el pelo de león cavernario era de color similar al de sus primos modernos, aunque algo más pálido. Además de esta coloración levemente diferente, los leones de las cavernas tenían una subcapa de pelaje denso y grueso de color amarillento a blanco, de consistencia muy suave y ondulada con una masa más reducida de pelo de color más oscuro de protección, como adaptación para el clima de la edad glacial.

## Ambiente
El león de las cavernas recibe su nombre común del hecho de que grandes cantidades de sus restos han sido hallados en cavernas, pero es dudoso que hayan vivido en estas. Tenía una amplia tolerancia ambiental, pero probablemente prefería bosques de coníferas y praderas, en los que aparecían herbívoros medianos y grandes. Huellas fósiles de leones, las cuales han sido halladas junto a las de renos, demuestran que los leones alguna vez habitaron incluso en climas subpolares. La presencia de esqueletos adultos de leones totalmente articulados, en lo profundo de madrigueras del oso de las cavernas, indica que los leones pudieron haberse adentrado en estas para cazar osos cavernarios en hibernación, muriendo algunos de ellos en el intento. Otros restos de leones pudieron haber sido llevados a las cuevas por hienas de las cavernas que llevaban los cadáveres a sus cubiles para devorarlos.
Estos carnívoros activos probablemente cazaban a los mayores animales herbívoros de su tiempo, incluyendo caballos, ciervos, renos, bisontes e incluso mamuts viejos, heridos o jóvenes. Algunas pinturas rupestres muestran a varios individuos cazando juntos, lo que sugiere que seguían la estrategia de caza de las leonas actuales. Análisis isotópicos de muestras de colágeno de los huesos extraídos de los fósiles sugiere que los renos y las crías de oso de las cavernas eran la dieta principal de los leones de las cavernas del noroeste de Europa. Existe la hipótesis de un cambio en sus preferencias alimentarias tras la desaparición de la hiena de las cavernas. Los últimos leones de las cavernas parecen haberse centrado en los renos, justo hasta el borde de la extinción local o la extirpación de ambas especies. Adicionalmente, el león de las cavernas competía también con el leopardo europeo.

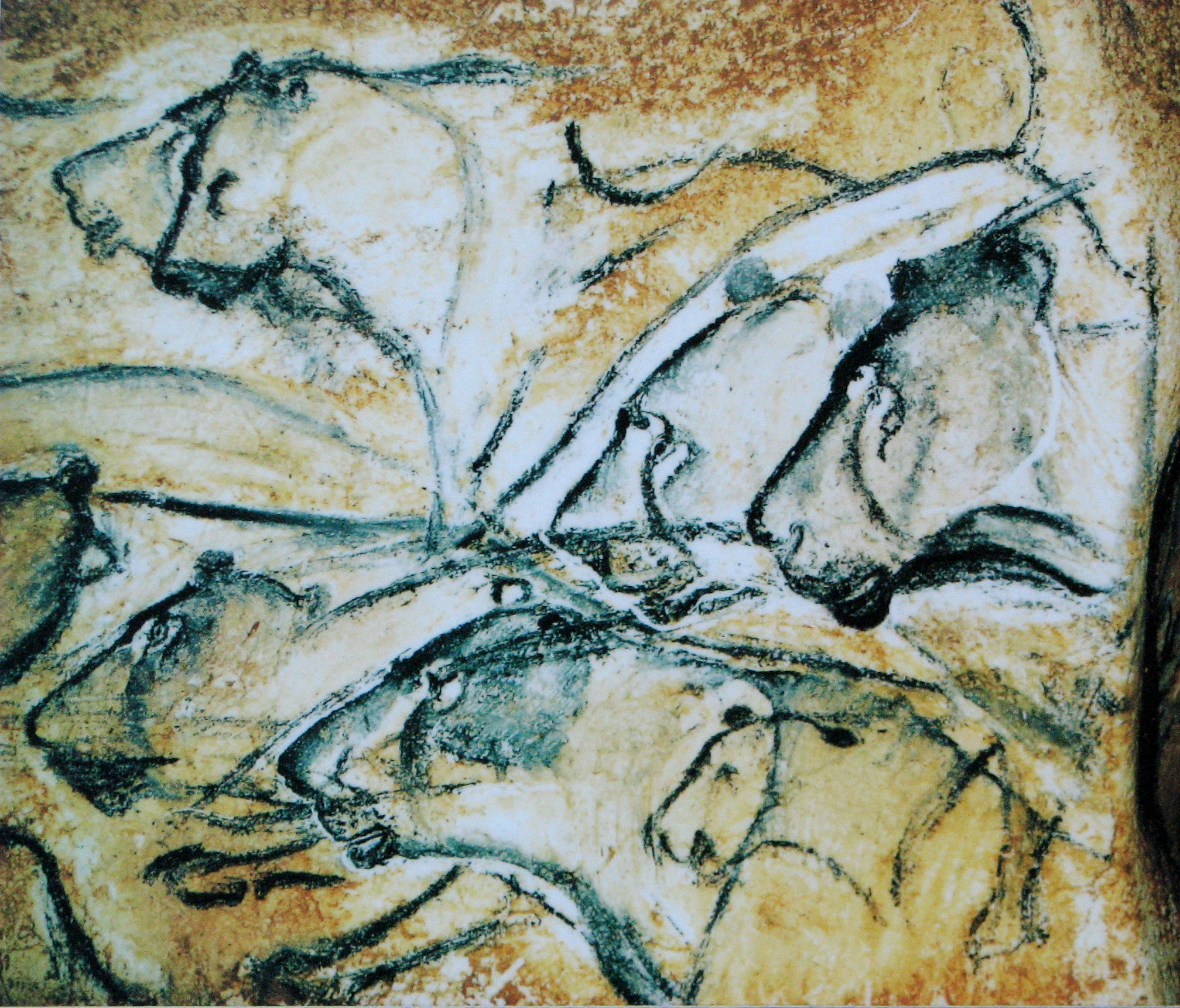
Leones de las cavernas en la Cueva de Chauvet, Francia

Las presas pequeñas eran por lo general derribadas con un golpe de la pata delantera y mantenidas así con las dos patas delanteras. El animal era finalmente muerto con una mordida con sus colmillos, en la nuca, en la región de la garganta o incluso en el pecho. Un león de las cavernas usualmente no correría tan rápido como sus presas, pero podría abalanzarse sobre estas por detrás o correr junto a ella y derribarlas con las patas. De esta manera podría muy fácilmente hacer perder el equilibrio de un animal corriendo.
Es muy probable que fuera el depredador dominante (junto a la hiena de las cavernas) en los ecosistemas de planicie. Su extinción puede haber estado relacionada con la extinción masiva del Holoceno, en la cual desapareció la mayor parte de la megafauna en esas regiones. Las pinturas rupestres y los restos hallados en pilas de desechos indican que eran cazados por los humanos, que pudieron haber incidido en su desaparición.

## Clasificación

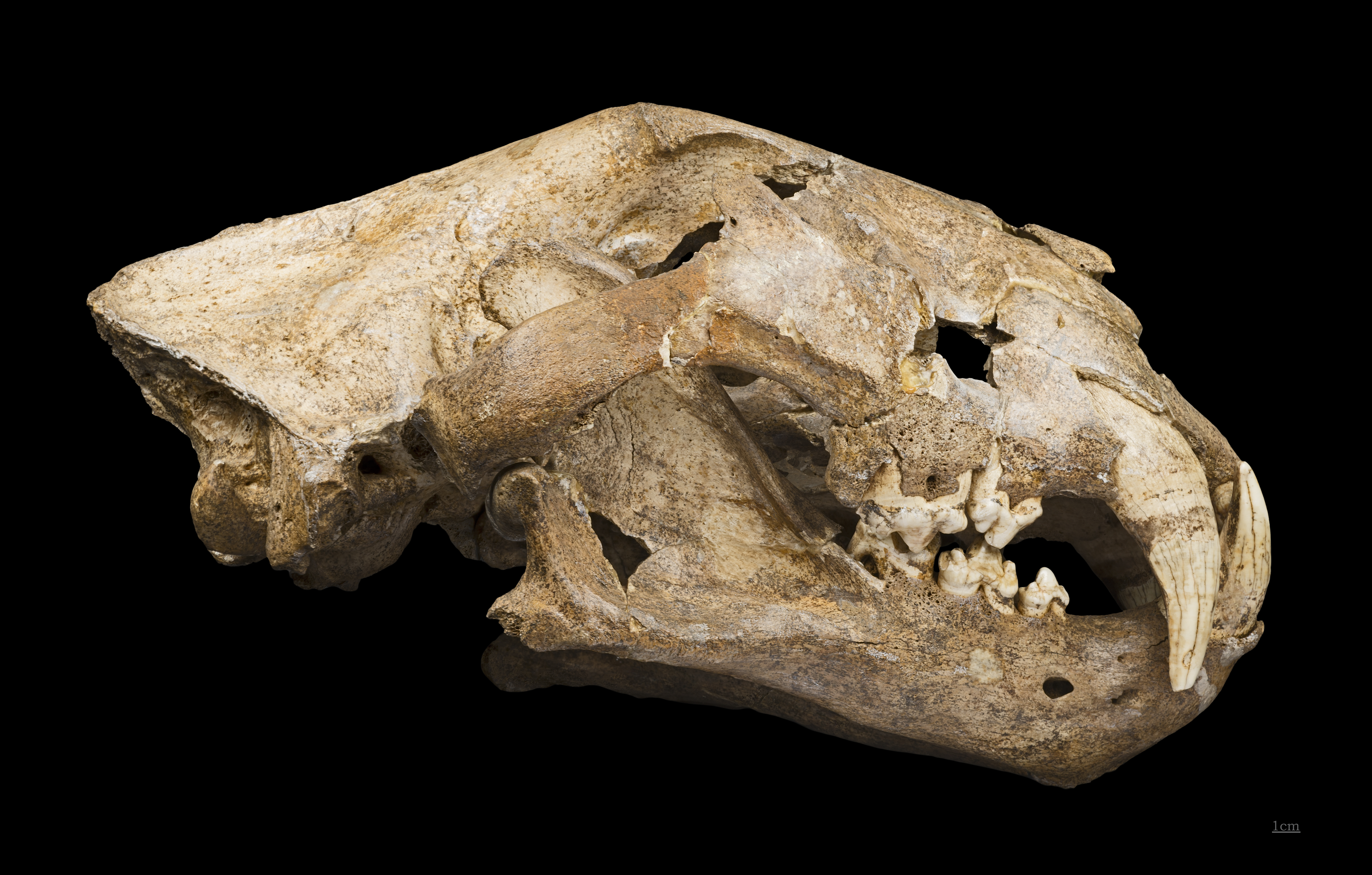
Cráneo de Panthera spelaea.

El león de las cavernas a veces ha sido considerado una especie por derecho propio, bajo el nombre de Panthera spelaea, y al menos alguna autoridad, basándose en la comparación de la forma del cráneo, considera al león de las cavernas como más cercanamente relacionado al tigre, con lo cual su nombre científico sería Panthera tigris spelaea. Sin embargo, la investigación genética reciente muestra que estaba más cercanamente relacionado con los leones actuales que a cualquier otro de los félidos modernos. El rango geográfico del león de las cavernas se extendía desde Europa a Alaska a través del puente terrestre de Beringia hasta el final del Pleistoceno. A la población del oriente de Siberia (Sajá, Rusia), Alaska (Estados Unidos), y Yukón (Canadá) se le denominó Panthera leo vereshchagini en 2001, basándose en análisis de los cráneos y mandíbulas de hallados en esas regiones y que indicarían que era una subespecie diferente de los demás leones del Hemisferio Norte. Se diferenciaría del león de las cavernas europeo, Panthera leo spelaea por su mayor tamaño y del león americano (Panthera leo atrox) por su menor tamaño y proporciones del cráneo. Sin embargo, investigaciones genéticas posteriores, usando ADN antiguo de leones de Beringia no encontraron evidencia de que Panthera leo vereshchagini fuera distinto del león de las cavernas europeo, de hecho se encontraron marcadores de ADN idénticos tanto en leones de Europa como de Alaska, lo que sugiere que se trataba de una sola población panmíctica.
El siguiente cladograma muestra la relación genética entre P. spelaea y otros panterinos de acuerdo con el análisis de Barnett et al. (2016), junto a Linnaeus (1758):
|  | Panthera tigris sumatrae |
|  |                          |
|  | Panthera tigris tigris   |
|  |                          |

|  | Panthera pardus pardus (Linnaeus, 1758) |
|  |                                         |
|  | Panthera pardus japonensis              |
|  |                                         |

|  | \| \| Panthera leo leo \| \| \| \| \| \| Panthera leo persica \| \| \| \| |
|  |                                                                           |
|  | Panthera spelaea                                                          |
|  |                                                                           |
|  | Panthera leo leo                                                          |
|  |                                                                           |
|  | Panthera leo persica                                                      |
|  |                                                                           |

|  | Panthera leo leo     |
|  |                      |
|  | Panthera leo persica |
|  |                      |

|  | Panthera pardus pardus (Linnaeus, 1758) |
|  |                                         |
|  | Panthera pardus japonensis              |
|  |                                         |

|  | \| \| Panthera leo leo \| \| \| \| \| \| Panthera leo persica \| \| \| \| |
|  |                                                                           |
|  | Panthera spelaea                                                          |
|  |                                                                           |
|  | Panthera leo leo                                                          |
|  |                                                                           |
|  | Panthera leo persica                                                      |
|  |                                                                           |

|  | Panthera leo leo     |
|  |                      |
|  | Panthera leo persica |
|  |                      |

|  | Panthera pardus pardus (Linnaeus, 1758) |
|  |                                         |
|  | Panthera pardus japonensis              |
|  |                                         |

|  | \| \| Panthera leo leo \| \| \| \| \| \| Panthera leo persica \| \| \| \| |
|  |                                                                           |
|  | Panthera spelaea                                                          |
|  |                                                                           |
|  | Panthera leo leo                                                          |
|  |                                                                           |
|  | Panthera leo persica                                                      |
|  |                                                                           |

|  | Panthera leo leo     |
|  |                      |
|  | Panthera leo persica |
|  |                      |

|  | Panthera pardus pardus (Linnaeus, 1758) |
|  |                                         |
|  | Panthera pardus japonensis              |
|  |                                         |

|  | \| \| Panthera leo leo \| \| \| \| \| \| Panthera leo persica \| \| \| \| |
|  |                                                                           |
|  | Panthera spelaea                                                          |
|  |                                                                           |
|  | Panthera leo leo                                                          |
|  |                                                                           |
|  | Panthera leo persica                                                      |
|  |                                                                           |

|  | Panthera leo leo     |
|  |                      |
|  | Panthera leo persica |
|  |                      |

|  | Panthera pardus pardus (Linnaeus, 1758) |
|  |                                         |
|  | Panthera pardus japonensis              |
|  |                                         |

|  | \| \| Panthera leo leo \| \| \| \| \| \| Panthera leo persica \| \| \| \| |
|  |                                                                           |
|  | Panthera spelaea                                                          |
|  |                                                                           |
|  | Panthera leo leo                                                          |
|  |                                                                           |
|  | Panthera leo persica                                                      |
|  |                                                                           |

|  | Panthera leo leo     |
|  |                      |
|  | Panthera leo persica |
|  |                      |

|  | Panthera pardus pardus (Linnaeus, 1758) |
|  |                                         |
|  | Panthera pardus japonensis              |
|  |                                         |

|  | \| \| Panthera leo leo \| \| \| \| \| \| Panthera leo persica \| \| \| \| |
|  |                                                                           |
|  | Panthera spelaea                                                          |
|  |                                                                           |
|  | Panthera leo leo                                                          |
|  |                                                                           |
|  | Panthera leo persica                                                      |
|  |                                                                           |

|  | Panthera leo leo     |
|  |                      |
|  | Panthera leo persica |
|  |                      |

|  | Panthera pardus pardus (Linnaeus, 1758) |
|  |                                         |
|  | Panthera pardus japonensis              |
|  |                                         |

|  | \| \| Panthera leo leo \| \| \| \| \| \| Panthera leo persica \| \| \| \| |
|  |                                                                           |
|  | Panthera spelaea                                                          |
|  |                                                                           |
|  | Panthera leo leo                                                          |
|  |                                                                           |
|  | Panthera leo persica                                                      |
|  |                                                                           |

|  | Panthera leo leo     |
|  |                      |
|  | Panthera leo persica |
|  |                      |

|  | Panthera pardus pardus (Linnaeus, 1758) |
|  |                                         |
|  | Panthera pardus japonensis              |
|  |                                         |

|  | \| \| Panthera leo leo \| \| \| \| \| \| Panthera leo persica \| \| \| \| |
|  |                                                                           |
|  | Panthera spelaea                                                          |
|  |                                                                           |
|  | Panthera leo leo                                                          |
|  |                                                                           |
|  | Panthera leo persica                                                      |
|  |                                                                           |

|  | Panthera leo leo     |
|  |                      |
|  | Panthera leo persica |
|  |                      |

|  | Panthera tigris sumatrae |
|  |                          |
|  | Panthera tigris tigris   |
|  |                          |

|  | Panthera pardus pardus (Linnaeus, 1758) |
|  |                                         |
|  | Panthera pardus japonensis              |
|  |                                         |

|  | \| \| Panthera leo leo \| \| \| \| \| \| Panthera leo persica \| \| \| \| |
|  |                                                                           |
|  | Panthera spelaea                                                          |
|  |                                                                           |
|  | Panthera leo leo                                                          |
|  |                                                                           |
|  | Panthera leo persica                                                      |
|  |                                                                           |

|  | Panthera leo leo     |
|  |                      |
|  | Panthera leo persica |
|  |                      |

|  | Panthera pardus pardus (Linnaeus, 1758) |
|  |                                         |
|  | Panthera pardus japonensis              |
|  |                                         |

|  | \| \| Panthera leo leo \| \| \| \| \| \| Panthera leo persica \| \| \| \| |
|  |                                                                           |
|  | Panthera spelaea                                                          |
|  |                                                                           |
|  | Panthera leo leo                                                          |
|  |                                                                           |
|  | Panthera leo persica                                                      |
|  |                                                                           |

|  | Panthera leo leo     |
|  |                      |
|  | Panthera leo persica |
|  |                      |

|  | Panthera pardus pardus (Linnaeus, 1758) |
|  |                                         |
|  | Panthera pardus japonensis              |
|  |                                         |

|  | \| \| Panthera leo leo \| \| \| \| \| \| Panthera leo persica \| \| \| \| |
|  |                                                                           |
|  | Panthera spelaea                                                          |
|  |                                                                           |
|  | Panthera leo leo                                                          |
|  |                                                                           |
|  | Panthera leo persica                                                      |
|  |                                                                           |

|  | Panthera leo leo     |
|  |                      |
|  | Panthera leo persica |
|  |                      |

|  | Panthera pardus pardus (Linnaeus, 1758) |
|  |                                         |
|  | Panthera pardus japonensis              |
|  |                                         |

|  | \| \| Panthera leo leo \| \| \| \| \| \| Panthera leo persica \| \| \| \| |
|  |                                                                           |
|  | Panthera spelaea                                                          |
|  |                                                                           |
|  | Panthera leo leo                                                          |
|  |                                                                           |
|  | Panthera leo persica                                                      |
|  |                                                                           |

|  | Panthera leo leo     |
|  |                      |
|  | Panthera leo persica |
|  |                      |

|  | Panthera pardus pardus (Linnaeus, 1758) |
|  |                                         |
|  | Panthera pardus japonensis              |
|  |                                         |

|  | \| \| Panthera leo leo \| \| \| \| \| \| Panthera leo persica \| \| \| \| |
|  |                                                                           |
|  | Panthera spelaea                                                          |
|  |                                                                           |
|  | Panthera leo leo                                                          |
|  |                                                                           |
|  | Panthera leo persica                                                      |
|  |                                                                           |

|  | Panthera leo leo     |
|  |                      |
|  | Panthera leo persica |
|  |                      |

|  | Panthera pardus pardus (Linnaeus, 1758) |
|  |                                         |
|  | Panthera pardus japonensis              |
|  |                                         |

|  | \| \| Panthera leo leo \| \| \| \| \| \| Panthera leo persica \| \| \| \| |
|  |                                                                           |
|  | Panthera spelaea                                                          |
|  |                                                                           |
|  | Panthera leo leo                                                          |
|  |                                                                           |
|  | Panthera leo persica                                                      |
|  |                                                                           |

|  | Panthera leo leo     |
|  |                      |
|  | Panthera leo persica |
|  |                      |

|  | Panthera pardus pardus (Linnaeus, 1758) |
|  |                                         |
|  | Panthera pardus japonensis              |
|  |                                         |

|  | \| \| Panthera leo leo \| \| \| \| \| \| Panthera leo persica \| \| \| \| |
|  |                                                                           |
|  | Panthera spelaea                                                          |
|  |                                                                           |
|  | Panthera leo leo                                                          |
|  |                                                                           |
|  | Panthera leo persica                                                      |
|  |                                                                           |

|  | Panthera leo leo     |
|  |                      |
|  | Panthera leo persica |
|  |                      |

|  | Panthera pardus pardus (Linnaeus, 1758) |
|  |                                         |
|  | Panthera pardus japonensis              |
|  |                                         |

|  | \| \| Panthera leo leo \| \| \| \| \| \| Panthera leo persica \| \| \| \| |
|  |                                                                           |
|  | Panthera spelaea                                                          |
|  |                                                                           |
|  | Panthera leo leo                                                          |
|  |                                                                           |
|  | Panthera leo persica                                                      |
|  |                                                                           |

|  | Panthera leo leo     |
|  |                      |
|  | Panthera leo persica |
|  |                      |

|  | Panthera tigris sumatrae |
|  |                          |
|  | Panthera tigris tigris   |
|  |                          |

|  | Panthera pardus pardus (Linnaeus, 1758) |
|  |                                         |
|  | Panthera pardus japonensis              |
|  |                                         |

|  | \| \| Panthera leo leo \| \| \| \| \| \| Panthera leo persica \| \| \| \| |
|  |                                                                           |
|  | Panthera spelaea                                                          |
|  |                                                                           |
|  | Panthera leo leo                                                          |
|  |                                                                           |
|  | Panthera leo persica                                                      |
|  |                                                                           |

|  | Panthera leo leo     |
|  |                      |
|  | Panthera leo persica |
|  |                      |

|  | Panthera pardus pardus (Linnaeus, 1758) |
|  |                                         |
|  | Panthera pardus japonensis              |
|  |                                         |

|  | \| \| Panthera leo leo \| \| \| \| \| \| Panthera leo persica \| \| \| \| |
|  |                                                                           |
|  | Panthera spelaea                                                          |
|  |                                                                           |
|  | Panthera leo leo                                                          |
|  |                                                                           |
|  | Panthera leo persica                                                      |
|  |                                                                           |

|  | Panthera leo leo     |
|  |                      |
|  | Panthera leo persica |
|  |                      |

|  | Panthera pardus pardus (Linnaeus, 1758) |
|  |                                         |
|  | Panthera pardus japonensis              |
|  |                                         |

|  | \| \| Panthera leo leo \| \| \| \| \| \| Panthera leo persica \| \| \| \| |
|  |                                                                           |
|  | Panthera spelaea                                                          |
|  |                                                                           |
|  | Panthera leo leo                                                          |
|  |                                                                           |
|  | Panthera leo persica                                                      |
|  |                                                                           |

|  | Panthera leo leo     |
|  |                      |
|  | Panthera leo persica |
|  |                      |

|  | Panthera pardus pardus (Linnaeus, 1758) |
|  |                                         |
|  | Panthera pardus japonensis              |
|  |                                         |

|  | \| \| Panthera leo leo \| \| \| \| \| \| Panthera leo persica \| \| \| \| |
|  |                                                                           |
|  | Panthera spelaea                                                          |
|  |                                                                           |
|  | Panthera leo leo                                                          |
|  |                                                                           |
|  | Panthera leo persica                                                      |
|  |                                                                           |

|  | Panthera leo leo     |
|  |                      |
|  | Panthera leo persica |
|  |                      |

|  | Panthera pardus pardus (Linnaeus, 1758) |
|  |                                         |
|  | Panthera pardus japonensis              |
|  |                                         |

|  | \| \| Panthera leo leo \| \| \| \| \| \| Panthera leo persica \| \| \| \| |
|  |                                                                           |
|  | Panthera spelaea                                                          |
|  |                                                                           |
|  | Panthera leo leo                                                          |
|  |                                                                           |
|  | Panthera leo persica                                                      |
|  |                                                                           |

|  | Panthera leo leo     |
|  |                      |
|  | Panthera leo persica |
|  |                      |

|  | Panthera pardus pardus (Linnaeus, 1758) |
|  |                                         |
|  | Panthera pardus japonensis              |
|  |                                         |

|  | \| \| Panthera leo leo \| \| \| \| \| \| Panthera leo persica \| \| \| \| |
|  |                                                                           |
|  | Panthera spelaea                                                          |
|  |                                                                           |
|  | Panthera leo leo                                                          |
|  |                                                                           |
|  | Panthera leo persica                                                      |
|  |                                                                           |

|  | Panthera leo leo     |
|  |                      |
|  | Panthera leo persica |
|  |                      |

|  | Panthera pardus pardus (Linnaeus, 1758) |
|  |                                         |
|  | Panthera pardus japonensis              |
|  |                                         |

|  | \| \| Panthera leo leo \| \| \| \| \| \| Panthera leo persica \| \| \| \| |
|  |                                                                           |
|  | Panthera spelaea                                                          |
|  |                                                                           |
|  | Panthera leo leo                                                          |
|  |                                                                           |
|  | Panthera leo persica                                                      |
|  |                                                                           |

|  | Panthera leo leo     |
|  |                      |
|  | Panthera leo persica |
|  |                      |

|  | Panthera pardus pardus (Linnaeus, 1758) |
|  |                                         |
|  | Panthera pardus japonensis              |
|  |                                         |

|  | \| \| Panthera leo leo \| \| \| \| \| \| Panthera leo persica \| \| \| \| |
|  |                                                                           |
|  | Panthera spelaea                                                          |
|  |                                                                           |
|  | Panthera leo leo                                                          |
|  |                                                                           |
|  | Panthera leo persica                                                      |
|  |                                                                           |

|  | Panthera leo leo     |
|  |                      |
|  | Panthera leo persica |
|  |                      |

|  | Panthera tigris sumatrae |
|  |                          |
|  | Panthera tigris tigris   |
|  |                          |

|  | Panthera pardus pardus (Linnaeus, 1758) |
|  |                                         |
|  | Panthera pardus japonensis              |
|  |                                         |

|  | \| \| Panthera leo leo \| \| \| \| \| \| Panthera leo persica \| \| \| \| |
|  |                                                                           |
|  | Panthera spelaea                                                          |
|  |                                                                           |
|  | Panthera leo leo                                                          |
|  |                                                                           |
|  | Panthera leo persica                                                      |
|  |                                                                           |

|  | Panthera leo leo     |
|  |                      |
|  | Panthera leo persica |
|  |                      |

|  | Panthera pardus pardus (Linnaeus, 1758) |
|  |                                         |
|  | Panthera pardus japonensis              |
|  |                                         |

|  | \| \| Panthera leo leo \| \| \| \| \| \| Panthera leo persica \| \| \| \| |
|  |                                                                           |
|  | Panthera spelaea                                                          |
|  |                                                                           |
|  | Panthera leo leo                                                          |
|  |                                                                           |
|  | Panthera leo persica                                                      |
|  |                                                                           |

|  | Panthera leo leo     |
|  |                      |
|  | Panthera leo persica |
|  |                      |

|  | Panthera pardus pardus (Linnaeus, 1758) |
|  |                                         |
|  | Panthera pardus japonensis              |
|  |                                         |

|  | \| \| Panthera leo leo \| \| \| \| \| \| Panthera leo persica \| \| \| \| |
|  |                                                                           |
|  | Panthera spelaea                                                          |
|  |                                                                           |
|  | Panthera leo leo                                                          |
|  |                                                                           |
|  | Panthera leo persica                                                      |
|  |                                                                           |

|  | Panthera leo leo     |
|  |                      |
|  | Panthera leo persica |
|  |                      |

|  | Panthera pardus pardus (Linnaeus, 1758) |
|  |                                         |
|  | Panthera pardus japonensis              |
|  |                                         |

|  | \| \| Panthera leo leo \| \| \| \| \| \| Panthera leo persica \| \| \| \| |
|  |                                                                           |
|  | Panthera spelaea                                                          |
|  |                                                                           |
|  | Panthera leo leo                                                          |
|  |                                                                           |
|  | Panthera leo persica                                                      |
|  |                                                                           |

|  | Panthera leo leo     |
|  |                      |
|  | Panthera leo persica |
|  |                      |

|  | Panthera pardus pardus (Linnaeus, 1758) |
|  |                                         |
|  | Panthera pardus japonensis              |
|  |                                         |

|  | \| \| Panthera leo leo \| \| \| \| \| \| Panthera leo persica \| \| \| \| |
|  |                                                                           |
|  | Panthera spelaea                                                          |
|  |                                                                           |
|  | Panthera leo leo                                                          |
|  |                                                                           |
|  | Panthera leo persica                                                      |
|  |                                                                           |

|  | Panthera leo leo     |
|  |                      |
|  | Panthera leo persica |
|  |                      |

|  | Panthera pardus pardus (Linnaeus, 1758) |
|  |                                         |
|  | Panthera pardus japonensis              |
|  |                                         |

|  | \| \| Panthera leo leo \| \| \| \| \| \| Panthera leo persica \| \| \| \| |
|  |                                                                           |
|  | Panthera spelaea                                                          |
|  |                                                                           |
|  | Panthera leo leo                                                          |
|  |                                                                           |
|  | Panthera leo persica                                                      |
|  |                                                                           |

|  | Panthera leo leo     |
|  |                      |
|  | Panthera leo persica |
|  |                      |

|  | Panthera pardus pardus (Linnaeus, 1758) |
|  |                                         |
|  | Panthera pardus japonensis              |
|  |                                         |

|  | \| \| Panthera leo leo \| \| \| \| \| \| Panthera leo persica \| \| \| \| |
|  |                                                                           |
|  | Panthera spelaea                                                          |
|  |                                                                           |
|  | Panthera leo leo                                                          |
|  |                                                                           |
|  | Panthera leo persica                                                      |
|  |                                                                           |

|  | Panthera leo leo     |
|  |                      |
|  | Panthera leo persica |
|  |                      |

|  | Panthera pardus pardus (Linnaeus, 1758) |
|  |                                         |
|  | Panthera pardus japonensis              |
|  |                                         |

|  | \| \| Panthera leo leo \| \| \| \| \| \| Panthera leo persica \| \| \| \| |
|  |                                                                           |
|  | Panthera spelaea                                                          |
|  |                                                                           |
|  | Panthera leo leo                                                          |
|  |                                                                           |
|  | Panthera leo persica                                                      |
|  |                                                                           |

|  | Panthera leo leo     |
|  |                      |
|  | Panthera leo persica |
|  |                      |

|  | Panthera tigris sumatrae |
|  |                          |
|  | Panthera tigris tigris   |
|  |                          |

|  | Panthera pardus pardus (Linnaeus, 1758) |
|  |                                         |
|  | Panthera pardus japonensis              |
|  |                                         |

|  | \| \| Panthera leo leo \| \| \| \| \| \| Panthera leo persica \| \| \| \| |
|  |                                                                           |
|  | Panthera spelaea                                                          |
|  |                                                                           |
|  | Panthera leo leo                                                          |
|  |                                                                           |
|  | Panthera leo persica                                                      |
|  |                                                                           |

|  | Panthera leo leo     |
|  |                      |
|  | Panthera leo persica |
|  |                      |

|  | Panthera pardus pardus (Linnaeus, 1758) |
|  |                                         |
|  | Panthera pardus japonensis              |
|  |                                         |

|  | \| \| Panthera leo leo \| \| \| \| \| \| Panthera leo persica \| \| \| \| |
|  |                                                                           |
|  | Panthera spelaea                                                          |
|  |                                                                           |
|  | Panthera leo leo                                                          |
|  |                                                                           |
|  | Panthera leo persica                                                      |
|  |                                                                           |

|  | Panthera leo leo     |
|  |                      |
|  | Panthera leo persica |
|  |                      |

|  | Panthera pardus pardus (Linnaeus, 1758) |
|  |                                         |
|  | Panthera pardus japonensis              |
|  |                                         |

|  | \| \| Panthera leo leo \| \| \| \| \| \| Panthera leo persica \| \| \| \| |
|  |                                                                           |
|  | Panthera spelaea                                                          |
|  |                                                                           |
|  | Panthera leo leo                                                          |
|  |                                                                           |
|  | Panthera leo persica                                                      |
|  |                                                                           |

|  | Panthera leo leo     |
|  |                      |
|  | Panthera leo persica |
|  |                      |

|  | Panthera pardus pardus (Linnaeus, 1758) |
|  |                                         |
|  | Panthera pardus japonensis              |
|  |                                         |

|  | \| \| Panthera leo leo \| \| \| \| \| \| Panthera leo persica \| \| \| \| |
|  |                                                                           |
|  | Panthera spelaea                                                          |
|  |                                                                           |
|  | Panthera leo leo                                                          |
|  |                                                                           |
|  | Panthera leo persica                                                      |
|  |                                                                           |

|  | Panthera leo leo     |
|  |                      |
|  | Panthera leo persica |
|  |                      |

|  | Panthera pardus pardus (Linnaeus, 1758) |
|  |                                         |
|  | Panthera pardus japonensis              |
|  |                                         |

|  | \| \| Panthera leo leo \| \| \| \| \| \| Panthera leo persica \| \| \| \| |
|  |                                                                           |
|  | Panthera spelaea                                                          |
|  |                                                                           |
|  | Panthera leo leo                                                          |
|  |                                                                           |
|  | Panthera leo persica                                                      |
|  |                                                                           |

|  | Panthera leo leo     |
|  |                      |
|  | Panthera leo persica |
|  |                      |

|  | Panthera pardus pardus (Linnaeus, 1758) |
|  |                                         |
|  | Panthera pardus japonensis              |
|  |                                         |

|  | \| \| Panthera leo leo \| \| \| \| \| \| Panthera leo persica \| \| \| \| |
|  |                                                                           |
|  | Panthera spelaea                                                          |
|  |                                                                           |
|  | Panthera leo leo                                                          |
|  |                                                                           |
|  | Panthera leo persica                                                      |
|  |                                                                           |

|  | Panthera leo leo     |
|  |                      |
|  | Panthera leo persica |
|  |                      |

|  | Panthera pardus pardus (Linnaeus, 1758) |
|  |                                         |
|  | Panthera pardus japonensis              |
|  |                                         |

|  | \| \| Panthera leo leo \| \| \| \| \| \| Panthera leo persica \| \| \| \| |
|  |                                                                           |
|  | Panthera spelaea                                                          |
|  |                                                                           |
|  | Panthera leo leo                                                          |
|  |                                                                           |
|  | Panthera leo persica                                                      |
|  |                                                                           |

|  | Panthera leo leo     |
|  |                      |
|  | Panthera leo persica |
|  |                      |

|  | Panthera pardus pardus (Linnaeus, 1758) |
|  |                                         |
|  | Panthera pardus japonensis              |
|  |                                         |

|  | \| \| Panthera leo leo \| \| \| \| \| \| Panthera leo persica \| \| \| \| |
|  |                                                                           |
|  | Panthera spelaea                                                          |
|  |                                                                           |
|  | Panthera leo leo                                                          |
|  |                                                                           |
|  | Panthera leo persica                                                      |
|  |                                                                           |

|  | Panthera leo leo     |
|  |                      |
|  | Panthera leo persica |
|  |                      |

|  | Panthera tigris sumatrae |
|  |                          |
|  | Panthera tigris tigris   |
|  |                          |

|  | Panthera pardus pardus (Linnaeus, 1758) |
|  |                                         |
|  | Panthera pardus japonensis              |
|  |                                         |

|  | \| \| Panthera leo leo \| \| \| \| \| \| Panthera leo persica \| \| \| \| |
|  |                                                                           |
|  | Panthera spelaea                                                          |
|  |                                                                           |
|  | Panthera leo leo                                                          |
|  |                                                                           |
|  | Panthera leo persica                                                      |
|  |                                                                           |

|  | Panthera leo leo     |
|  |                      |
|  | Panthera leo persica |
|  |                      |

|  | Panthera pardus pardus (Linnaeus, 1758) |
|  |                                         |
|  | Panthera pardus japonensis              |
|  |                                         |

|  | \| \| Panthera leo leo \| \| \| \| \| \| Panthera leo persica \| \| \| \| |
|  |                                                                           |
|  | Panthera spelaea                                                          |
|  |                                                                           |
|  | Panthera leo leo                                                          |
|  |                                                                           |
|  | Panthera leo persica                                                      |
|  |                                                                           |

|  | Panthera leo leo     |
|  |                      |
|  | Panthera leo persica |
|  |                      |

|  | Panthera pardus pardus (Linnaeus, 1758) |
|  |                                         |
|  | Panthera pardus japonensis              |
|  |                                         |

|  | \| \| Panthera leo leo \| \| \| \| \| \| Panthera leo persica \| \| \| \| |
|  |                                                                           |
|  | Panthera spelaea                                                          |
|  |                                                                           |
|  | Panthera leo leo                                                          |
|  |                                                                           |
|  | Panthera leo persica                                                      |
|  |                                                                           |

|  | Panthera leo leo     |
|  |                      |
|  | Panthera leo persica |
|  |                      |

|  | Panthera pardus pardus (Linnaeus, 1758) |
|  |                                         |
|  | Panthera pardus japonensis              |
|  |                                         |

|  | \| \| Panthera leo leo \| \| \| \| \| \| Panthera leo persica \| \| \| \| |
|  |                                                                           |
|  | Panthera spelaea                                                          |
|  |                                                                           |
|  | Panthera leo leo                                                          |
|  |                                                                           |
|  | Panthera leo persica                                                      |
|  |                                                                           |

|  | Panthera leo leo     |
|  |                      |
|  | Panthera leo persica |
|  |                      |

|  | Panthera pardus pardus (Linnaeus, 1758) |
|  |                                         |
|  | Panthera pardus japonensis              |
|  |                                         |

|  | \| \| Panthera leo leo \| \| \| \| \| \| Panthera leo persica \| \| \| \| |
|  |                                                                           |
|  | Panthera spelaea                                                          |
|  |                                                                           |
|  | Panthera leo leo                                                          |
|  |                                                                           |
|  | Panthera leo persica                                                      |
|  |                                                                           |

|  | Panthera leo leo     |
|  |                      |
|  | Panthera leo persica |
|  |                      |

|  | Panthera pardus pardus (Linnaeus, 1758) |
|  |                                         |
|  | Panthera pardus japonensis              |
|  |                                         |

|  | \| \| Panthera leo leo \| \| \| \| \| \| Panthera leo persica \| \| \| \| |
|  |                                                                           |
|  | Panthera spelaea                                                          |
|  |                                                                           |
|  | Panthera leo leo                                                          |
|  |                                                                           |
|  | Panthera leo persica                                                      |
|  |                                                                           |

|  | Panthera leo leo     |
|  |                      |
|  | Panthera leo persica |
|  |                      |

|  | Panthera pardus pardus (Linnaeus, 1758) |
|  |                                         |
|  | Panthera pardus japonensis              |
|  |                                         |

|  | \| \| Panthera leo leo \| \| \| \| \| \| Panthera leo persica \| \| \| \| |
|  |                                                                           |
|  | Panthera spelaea                                                          |
|  |                                                                           |
|  | Panthera leo leo                                                          |
|  |                                                                           |
|  | Panthera leo persica                                                      |
|  |                                                                           |

|  | Panthera leo leo     |
|  |                      |
|  | Panthera leo persica |
|  |                      |

|  | Panthera pardus pardus (Linnaeus, 1758) |
|  |                                         |
|  | Panthera pardus japonensis              |
|  |                                         |

|  | \| \| Panthera leo leo \| \| \| \| \| \| Panthera leo persica \| \| \| \| |
|  |                                                                           |
|  | Panthera spelaea                                                          |
|  |                                                                           |
|  | Panthera leo leo                                                          |
|  |                                                                           |
|  | Panthera leo persica                                                      |
|  |                                                                           |

|  | Panthera leo leo     |
|  |                      |
|  | Panthera leo persica |
|  |                      |

|  | Panthera tigris sumatrae |
|  |                          |
|  | Panthera tigris tigris   |
|  |                          |

|  | Panthera pardus pardus (Linnaeus, 1758) |
|  |                                         |
|  | Panthera pardus japonensis              |
|  |                                         |

|  | \| \| Panthera leo leo \| \| \| \| \| \| Panthera leo persica \| \| \| \| |
|  |                                                                           |
|  | Panthera spelaea                                                          |
|  |                                                                           |
|  | Panthera leo leo                                                          |
|  |                                                                           |
|  | Panthera leo persica                                                      |
|  |                                                                           |

|  | Panthera leo leo     |
|  |                      |
|  | Panthera leo persica |
|  |                      |

|  | Panthera pardus pardus (Linnaeus, 1758) |
|  |                                         |
|  | Panthera pardus japonensis              |
|  |                                         |

|  | \| \| Panthera leo leo \| \| \| \| \| \| Panthera leo persica \| \| \| \| |
|  |                                                                           |
|  | Panthera spelaea                                                          |
|  |                                                                           |
|  | Panthera leo leo                                                          |
|  |                                                                           |
|  | Panthera leo persica                                                      |
|  |                                                                           |

|  | Panthera leo leo     |
|  |                      |
|  | Panthera leo persica |
|  |                      |

|  | Panthera pardus pardus (Linnaeus, 1758) |
|  |                                         |
|  | Panthera pardus japonensis              |
|  |                                         |

|  | \| \| Panthera leo leo \| \| \| \| \| \| Panthera leo persica \| \| \| \| |
|  |                                                                           |
|  | Panthera spelaea                                                          |
|  |                                                                           |
|  | Panthera leo leo                                                          |
|  |                                                                           |
|  | Panthera leo persica                                                      |
|  |                                                                           |

|  | Panthera leo leo     |
|  |                      |
|  | Panthera leo persica |
|  |                      |

|  | Panthera pardus pardus (Linnaeus, 1758) |
|  |                                         |
|  | Panthera pardus japonensis              |
|  |                                         |

|  | \| \| Panthera leo leo \| \| \| \| \| \| Panthera leo persica \| \| \| \| |
|  |                                                                           |
|  | Panthera spelaea                                                          |
|  |                                                                           |
|  | Panthera leo leo                                                          |
|  |                                                                           |
|  | Panthera leo persica                                                      |
|  |                                                                           |

|  | Panthera leo leo     |
|  |                      |
|  | Panthera leo persica |
|  |                      |

|  | Panthera pardus pardus (Linnaeus, 1758) |
|  |                                         |
|  | Panthera pardus japonensis              |
|  |                                         |

|  | \| \| Panthera leo leo \| \| \| \| \| \| Panthera leo persica \| \| \| \| |
|  |                                                                           |
|  | Panthera spelaea                                                          |
|  |                                                                           |
|  | Panthera leo leo                                                          |
|  |                                                                           |
|  | Panthera leo persica                                                      |
|  |                                                                           |

|  | Panthera leo leo     |
|  |                      |
|  | Panthera leo persica |
|  |                      |

|  | Panthera pardus pardus (Linnaeus, 1758) |
|  |                                         |
|  | Panthera pardus japonensis              |
|  |                                         |

|  | \| \| Panthera leo leo \| \| \| \| \| \| Panthera leo persica \| \| \| \| |
|  |                                                                           |
|  | Panthera spelaea                                                          |
|  |                                                                           |
|  | Panthera leo leo                                                          |
|  |                                                                           |
|  | Panthera leo persica                                                      |
|  |                                                                           |

|  | Panthera leo leo     |
|  |                      |
|  | Panthera leo persica |
|  |                      |

|  | Panthera pardus pardus (Linnaeus, 1758) |
|  |                                         |
|  | Panthera pardus japonensis              |
|  |                                         |

|  | \| \| Panthera leo leo \| \| \| \| \| \| Panthera leo persica \| \| \| \| |
|  |                                                                           |
|  | Panthera spelaea                                                          |
|  |                                                                           |
|  | Panthera leo leo                                                          |
|  |                                                                           |
|  | Panthera leo persica                                                      |
|  |                                                                           |

|  | Panthera leo leo     |
|  |                      |
|  | Panthera leo persica |
|  |                      |

|  | Panthera pardus pardus (Linnaeus, 1758) |
|  |                                         |
|  | Panthera pardus japonensis              |
|  |                                         |

|  | \| \| Panthera leo leo \| \| \| \| \| \| Panthera leo persica \| \| \| \| |
|  |                                                                           |
|  | Panthera spelaea                                                          |
|  |                                                                           |
|  | Panthera leo leo                                                          |
|  |                                                                           |
|  | Panthera leo persica                                                      |
|  |                                                                           |

|  | Panthera leo leo     |
|  |                      |
|  | Panthera leo persica |
|  |                      |

|  | Panthera tigris sumatrae |
|  |                          |
|  | Panthera tigris tigris   |
|  |                          |

|  | Panthera pardus pardus (Linnaeus, 1758) |
|  |                                         |
|  | Panthera pardus japonensis              |
|  |                                         |

|  | \| \| Panthera leo leo \| \| \| \| \| \| Panthera leo persica \| \| \| \| |
|  |                                                                           |
|  | Panthera spelaea                                                          |
|  |                                                                           |
|  | Panthera leo leo                                                          |
|  |                                                                           |
|  | Panthera leo persica                                                      |
|  |                                                                           |

|  | Panthera leo leo     |
|  |                      |
|  | Panthera leo persica |
|  |                      |

|  | Panthera pardus pardus (Linnaeus, 1758) |
|  |                                         |
|  | Panthera pardus japonensis              |
|  |                                         |

|  | \| \| Panthera leo leo \| \| \| \| \| \| Panthera leo persica \| \| \| \| |
|  |                                                                           |
|  | Panthera spelaea                                                          |
|  |                                                                           |
|  | Panthera leo leo                                                          |
|  |                                                                           |
|  | Panthera leo persica                                                      |
|  |                                                                           |

|  | Panthera leo leo     |
|  |                      |
|  | Panthera leo persica |
|  |                      |

|  | Panthera pardus pardus (Linnaeus, 1758) |
|  |                                         |
|  | Panthera pardus japonensis              |
|  |                                         |

|  | \| \| Panthera leo leo \| \| \| \| \| \| Panthera leo persica \| \| \| \| |
|  |                                                                           |
|  | Panthera spelaea                                                          |
|  |                                                                           |
|  | Panthera leo leo                                                          |
|  |                                                                           |
|  | Panthera leo persica                                                      |
|  |                                                                           |

|  | Panthera leo leo     |
|  |                      |
|  | Panthera leo persica |
|  |                      |

|  | Panthera pardus pardus (Linnaeus, 1758) |
|  |                                         |
|  | Panthera pardus japonensis              |
|  |                                         |

|  | \| \| Panthera leo leo \| \| \| \| \| \| Panthera leo persica \| \| \| \| |
|  |                                                                           |
|  | Panthera spelaea                                                          |
|  |                                                                           |
|  | Panthera leo leo                                                          |
|  |                                                                           |
|  | Panthera leo persica                                                      |
|  |                                                                           |

|  | Panthera leo leo     |
|  |                      |
|  | Panthera leo persica |
|  |                      |

|  | Panthera pardus pardus (Linnaeus, 1758) |
|  |                                         |
|  | Panthera pardus japonensis              |
|  |                                         |

|  | \| \| Panthera leo leo \| \| \| \| \| \| Panthera leo persica \| \| \| \| |
|  |                                                                           |
|  | Panthera spelaea                                                          |
|  |                                                                           |
|  | Panthera leo leo                                                          |
|  |                                                                           |
|  | Panthera leo persica                                                      |
|  |                                                                           |

|  | Panthera leo leo     |
|  |                      |
|  | Panthera leo persica |
|  |                      |

|  | Panthera pardus pardus (Linnaeus, 1758) |
|  |                                         |
|  | Panthera pardus japonensis              |
|  |                                         |

|  | \| \| Panthera leo leo \| \| \| \| \| \| Panthera leo persica \| \| \| \| |
|  |                                                                           |
|  | Panthera spelaea                                                          |
|  |                                                                           |
|  | Panthera leo leo                                                          |
|  |                                                                           |
|  | Panthera leo persica                                                      |
|  |                                                                           |

|  | Panthera leo leo     |
|  |                      |
|  | Panthera leo persica |
|  |                      |

|  | Panthera pardus pardus (Linnaeus, 1758) |
|  |                                         |
|  | Panthera pardus japonensis              |
|  |                                         |

|  | \| \| Panthera leo leo \| \| \| \| \| \| Panthera leo persica \| \| \| \| |
|  |                                                                           |
|  | Panthera spelaea                                                          |
|  |                                                                           |
|  | Panthera leo leo                                                          |
|  |                                                                           |
|  | Panthera leo persica                                                      |
|  |                                                                           |

|  | Panthera leo leo     |
|  |                      |
|  | Panthera leo persica |
|  |                      |

|  | Panthera pardus pardus (Linnaeus, 1758) |
|  |                                         |
|  | Panthera pardus japonensis              |
|  |                                         |

|  | \| \| Panthera leo leo \| \| \| \| \| \| Panthera leo persica \| \| \| \| |
|  |                                                                           |
|  | Panthera spelaea                                                          |
|  |                                                                           |
|  | Panthera leo leo                                                          |
|  |                                                                           |
|  | Panthera leo persica                                                      |
|  |                                                                           |

|  | Panthera leo leo     |
|  |                      |
|  | Panthera leo persica |
|  |                      |

Estudios realizados por Stanton et al. (2020) determinaron que constituyen una especie distinta que el león africano (P. leo), pues divergió de esta hace 1,85 millones de años.

### Subespecies
Se conocen dos subespecies:
- P. s. spalea Goldfuss, 1810. El león cavernario europeo es la subespecie nominal y, como su nombre lo indica, es oriundo de Europa. Presenta mayor talla que sus congéneres de Beringia.
- P. s. vereshchagini Stanton et al., 2020. El león cavernario de Beringia es oriundo de Siberia y Alaska y es la de menor tamaño.

## Historia y distribución original

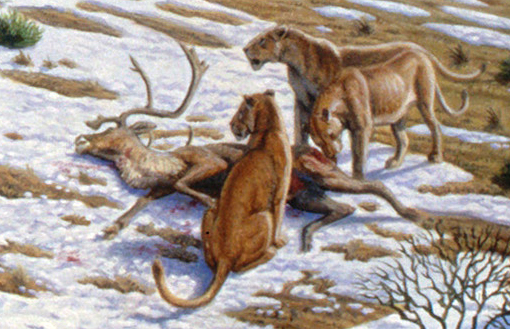
Tres leonas con un reno. Detalle de una ilustración de Mauricio Antón.

El león de las cavernas derivaba del más primitivo Panthera leo fossilis, el cual apareció en Europa hace cerca de 700 000 años. La evidencia genética indica que este linaje se aisló de los leones actuales después de su dispersión en Europa. P. l. spelaea vivió desde hace 370 000 hasta hace 10 000 años, durante la época del Pleistoceno. Aparentemente su mayor declive tuvo lugar hace cerca de 12 500 años de C-14, durante la glaciación de Würm, aunque existen varios indicios de que pudo haber sobrevivido hasta tiempos históricos en el sureste de Europa, tan recientemente como hace 3000 años en el norte de Italia y hace menos de 2000 años en los Balcanes y Grecia, donde los clásicos dejaron descritos dos tipos de león, uno de ellos de mayor tamaño que el otro y sin melena.
Los leones de las cavernas estaban distribuidos originalmente a lo largo de Europa, el Asia holártica y el noroeste de Norteamérica, desde España, Gran Bretaña y Francia (Arduini & Teruzzi, 1993), a través del estrecho de Bering hasta el Territorio del Yukón, y desde Siberia al Turquestán. Datos de secuencia del ADN mitocondrial de restos fósiles muestran que el león americano (P. l. atrox) representa el linaje hermano de P. l. spelaea, y probablemente se originó cuando una población antigua de P. l. spelaea quedó aislada al sur del Casquete glacial continental de Norteamérica hace cerca de 340 000 años.

## Extinción
El león de las cavernas es uno de los muchos animales de gran tamaño que se extinguió en la extinción masiva global del Cuaternario, que ha supuesto la desaparición de 2/3 de la megafauna mundial. Su extinción por tanto no puede explicarse aisladamente sino como parte de un proceso de extinción masiva.

### Hipótesis del cambio climático
Las causas de esta extinción masiva solían interpretarse durante el siglo XX como el resultado de una conjunción de supuestas catástrofes climáticas ocurridas al final de la última glaciación. Hoy la hipótesis del cambio climático como causa principal de la extinción de la megafauna durante el Cuaternario está dejando ver una serie de inconsistencias y contradicciones que los científicos están poniendo de manifiesto a través de estudios ecológicos y de análisis comparativos mediante la aplicación de modelos matemáticos a los restos con datación de alta precisión.

Los principales puntos débiles de la hipótesis del cambio climático son que la hipótesis climática no explica la asincronía regional de las extinciones; hubo más de treinta ciclos glaciales a lo largo del Pleistoceno de igual intensidad al último, sin extinciones masivas asociadas; las extinciones presentan una selectividad de tamaño sin precedentes en el registro fósil, ya que afectan casi exclusivamente a especies de megafauna (animales mayores de 44 kilos), cuando los últimos 

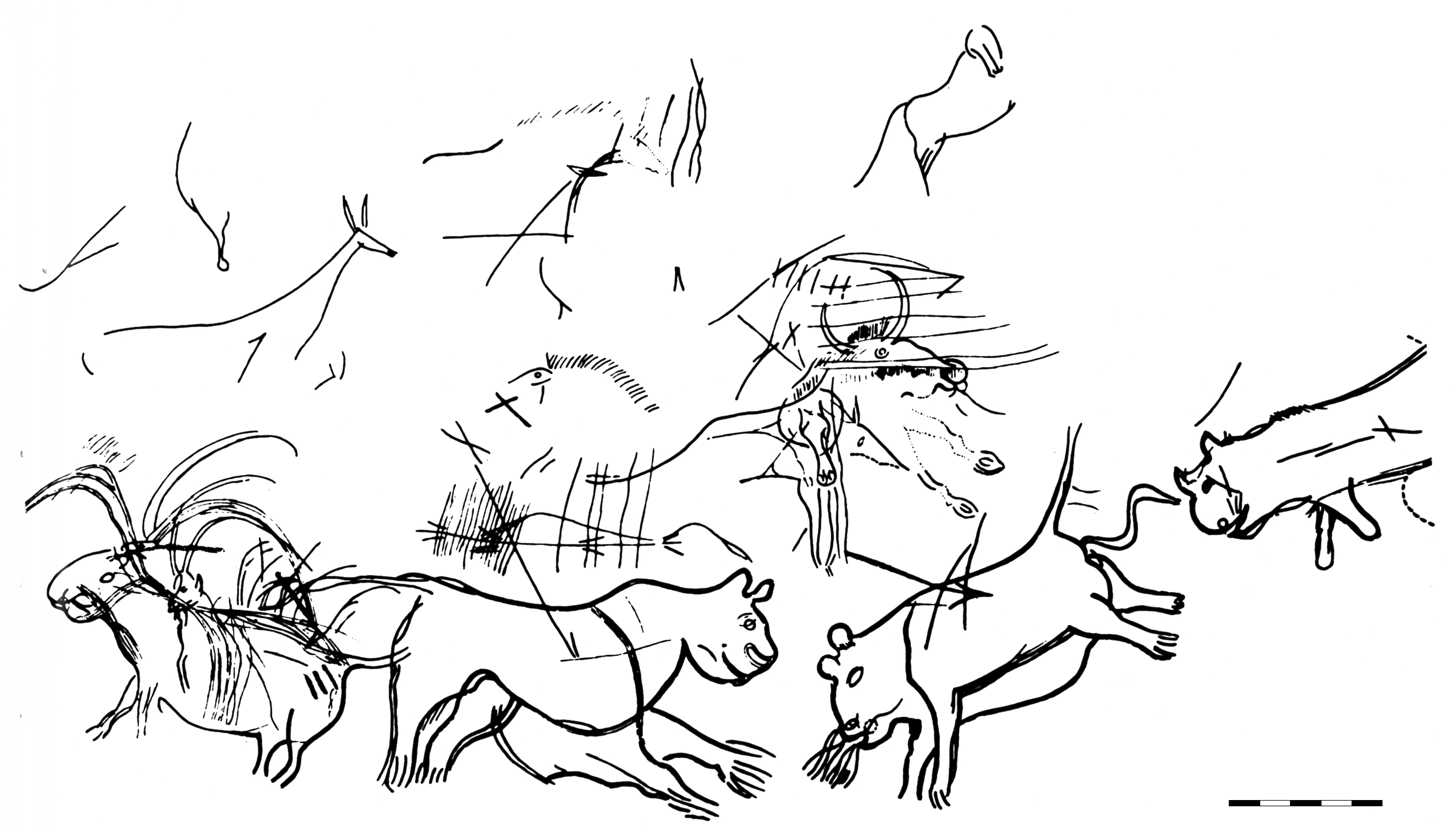
Escena de cacería humana de leones en la Cámara de los Felinos, en la Cueva de Lascaux

estudios han revelado que son las especies más pequeñas las más vulnerables a perturbaciones medioambientales provocadas por el clima; y por último los cambios climáticos no pueden explicar por qué las extinciones han sido sistemáticamente más recientes en las islas que en los continentes, cuando ante un cambio climático lo esperado es lo contrario.

### Hipótesis de la caza excesiva
Por el contrario, sí que parece existir una relación causa-efecto cada vez más probable entre las fechas de expansión de los humanos con las de la extinción de la megafauna del Cuaternario. El declive del león de las cavernas comienza a hacerse evidente a partir de hace 12.500 años, apareciendo aún restos fósiles de hace 10 000 años, por lo que el comienzo de su regresión coincide con el segundo pulso de extinción masiva del Paleártico. Su extinción en el Nuevo Mundo, donde ocupaba el puente de tierra de Beringia y el Noroeste del continente norteamericano, ocurrió en el mismo periodo que la de Panthera leo atrox, la otra subespecie presente en Norteamérica. 
En la cueva de La Garma (Cantabria, España) fueron encontrados vestigios de actividad humana como estructuras, restos de comida, herramientas de piedra y huesos de diversos animales de hace 16 000 años. En entre los restos más destacados se hallaron diez falanges delanteras de un león cavernario. Se estipula que las garras y la piel fueron utilizados en ceremonias o rituales de iniciación para jóvenes que probaban su valor matando a un gran depredador como ocurre aun hoy en sitios como África.

## Especímenes momificados y clonación del león de las cavernas
En octubre de 2015 se hallaron dos cachorros de león de las cavernas congelados en Yakutia, Siberia en el permafrost; se estima su edad en 10 000 años. La investigación preliminar de estos especímenes, nombrados Uyan y Dina, indica que los cachorros probablemente tenían apenas una semana de edad al momento de sus muertes, ya que sus dientes de leche aún no habían erupcionado completamente. Evidencia adicional muestra que los cachorros, como los de los leones modernos, se ocultaban en una madriguera hasta que tuvieran edad suficiente para unirse al grupo. Los investigadores también creen que los cachorros quedaron atrapados y fueron muertos por un deslizamiento de tierra, y sin aire, estos fueron preservados en buenas condiciones. Se planeó una segunda expedición al sitio en donde se produjo el hallazgo de estos especímenes para finales de 2016, con el fin de encontrar los restos de otro cachorro o inclusive la madre de los mismos.
Tras el hallazgo de los dos cachorros, muestras de su piel y músculos fueron recogidas a principios de 2016 para ser estudiadas en el laboratorio del experto coreano en clonación Hwang Woo-suk. El objetivo es encontrar células con el ADN en buen estado para intentar clonar al león de las cavernas y devolverlo a la vida.